# Pentila nigribasis
Pentila nigribasis är en fjärilsart som beskrevs av Gustaaf Hulstaert 1924. Pentila nigribasis ingår i släktet Pentila och familjen juvelvingar. Inga underarter finns listade i Catalogue of Life.